# Tatsuya Masushima
Tatsuya Masushima (増嶋 竜也 Masushima Tatsuya?), född 22 april 1985, är en japansk fotbollsspelare.
I juni 2005 blev han uttagen i Japans trupp till U20-världsmästerskapet 2005.